# Uzaki-chan Wants to Hang Out!
Uzaki-chan Wants to Hang Out! (宇崎ちゃんは遊びたい！, Uzaki-chan wa asobitai!), est un shōnen manga écrit et illustré par Take. Il est prépublié depuis 2017 dans le magazine Monthly Dragon Age, et douze tomes sont sortis en juillet 2024. La version française est publiée par Meian depuis le 20 juin 2022.
Une adaptation en série télévisée d'animation produite par le studio ENGI est diffusée entre juillet et septembre 2020. Une seconde saison produite par le même studio est diffusée entre octobre et décembre 2022. La série est diffusée en simulcast sur Wakanim et Crunchyroll dans les pays francophones.

## Synopsis
Shin'ichi Sakurai, étudiant de 3e année, profite pleinement de sa vie paisible sur le campus. Il préfère passer son temps seul, mais une étudiante plus jeune que lui nommée Hana Uzaki décide malgré tout de lui tenir compagnie... Une nouvelle vie mouvementée l’attend, mais, bien qu’elle soit arrogante, Shin’ichi n’arrive pas à lui en tenir rigueur.

## Personnages
Hana Uzaki (宇崎花, Uzaki Hana)
Voix japonaise : Naomi Ōzora (ja), voix française : Émilie Marié
Hana est une étudiante de deuxième année qui fréquente la même université que Shin'ichi. Malgré ses formes, elle est parfois prise pour une élève d'école primaire en raison de sa petite taille. De nature joyeuse et extravertie, elle est frustrée de voir que Shin'ichi ait passé ses journées à l'université principalement seul pendant ses premières années. Elle décide donc de l'aider à sortir de son train de vie de solitaire en l'accompagnant partout où il va, au grand dam de ce dernier. Au fil du temps, Hana commence à développer des sentiments amoureux pour Shin'ichi même si il refusera de l'admettre.
Shin'ichi Sakurai (桜井真一, Sakurai Shin'ichi)
Voix japonaise : Kenji Akabane (ja), voix française : Alexis Tomassian
Shin'ichi est étudiant de troisième année et il est le senpai d'Hana. Tous deux se sont rencontrés pour la première fois lorsqu'ils étaient membres du même club de natation au lycée. La plupart des filles à la fac ont peur de l'aborder en raison de son apparence intimidante. Il est souvent agacé par les pitreries d'Hana, surtout celles qui sont faites à ses dépens, mais il les tolère tant qu'elles permettent à Hana de s’amuser pendant sa vie étudiante. Au fil du temps, il développera également des sentiments amoureux à l'égard d'Hana même s'il refusera de l'admettre. Shin'ichi travaille à temps partiel dans un café près de son université et est très apprécié des clients en raison de son physique athlétique et de son éthique de travail.
Ami Asai (亜細亜実, Asai Ami)
Voix japonaise : Ayana Taketatsu, voix française : Marion Gress
Ami est une étudiante de quatrième année qui fréquente la même université que Shin'ichi et Hana. Elle travaille également dans le café de son père. Tous comme ce dernier elle observe Shin'ichi et Hana de loin pour voir si leur relation va progresser encore plus. Elle éprouve un fétichisme des muscles vis-à-vis de Shin'ichi depuis le premier jour où il a travaillé au café.
Itsuhito Sakaki (榊逸仁, Sakaki Itsuhito)
Voix japonaise : Tomoya Takagi (ja), voix française : Arthur Pestel
Itsuhito est un ami de Shin'ichi qui fréquente la même université que lui. Il est bon en sport et populaire parmi les filles de la fac. Lorsqu'il apprend que Shin'ichi et Hana traînent souvent ensemble, Itsuhito s'associe à Ami afin de les aider à passer à l'étape suivante de leur relation. Les parents d'Itsuhito sont riches et ça lui permet de faire des voyages quand il en a envie même en période scolaire.
Akihiko Asai (亜細 亜紀彦, Asai Akihiko) / Maitre (マスター, Masutā)
Voix japonaise : Yōsuke Akimoto, voix française : Stéphane Marais
Akihiko est le patron de Shin'ichi dans le café dans lequel il travaille et il est également le père d'Ami. Sachant que Hana rend souvent visite à ce dernier lorsqu'il travaille au café, il décide de les observer de loin avec sa fille en se demandant si leur relation va passer à l'étape suivante.
Tsuki Uzaki (宇崎 月, Uzaki Tsuki)
Voix japonaise : Saori Hayami, voix française : Kahina Tagherset
Tsuki est la mère d'Hana. Elle voit Shin'ichi comme quelqu'un d'effrayant à cause de son physique et pense à tort que ce dernier s’intéresse à elle depuis sa première visite chez elle alors que celui-ci ne cherche qu'à caresser les chats d'Hana.
Yanagi Uzaki (宇崎 柳, Uzaki Yanagi)
Voix japonaise : Seina Kato, voix française : Leslie Lipkins
Yanagi est la petite sœur d'Hana. C'est une collégienne en classe de quatrième. Elle aime jouer aux jeux vidéo et adore taquiner sa fratrie et ses parents.
Kiri Uzaki (宇崎 桐, Uzaki Kiri)
Voix japonaise : Yūko Sanpei, voix française : Morgan Sarpaux
Kiri est le petit frère d'Hana. Il est membre du club de natation de son lycée mais contrairement à Shin'ichi et Hana, il n'est pas très bon dans ce domaine.
Fujio Uzaki (宇崎 不二夫, Uzaki Fujio)
Voix japonaise : Hideo Ishikawa, voix française : Marc Brétonnière
Fujio est le père d'Hana. Malgré sa nature surprotectrice vis-à-vis de ses enfants, il éprouve un profond respect pour Shin'ichi.
Haruko Sakurai (桜井 春子, Sakurai Haruko)
Voix japonaise : Miki Itō, voix française : Coralie Coscas
Haruko est la mère de Shin'ichi.
Shirō Sakurai (桜井 志郎, Sakurai Shirō)
Voix japonaise : Tomokazu Sugita, voix française : Jérémy Zylberberg
Shirō est le père de Shin'ichi.

## Manga
Uzaki-chan wa asobitai !, est écrit et illustré par Take. Il a commencé sa sérialisation sur le site de Niconico Seiga's Dra Dra Sharp le 1er décembre 2017. Le manga a été compilé en plusieurs volumes individuel de tankōbon.
Le premier tome relié est sorti le 9 juillet 2018. Depuis le 7 mars 2025, plus de treize volumes furent publiés.
En France, le manga est publié par Meian depuis juin 2022,

### Liste des volumes
| no                                       | Japonais         | Japonais          | Français         | Français          |
| no                                       | Date de sortie   | ISBN              | Date de sortie   | ISBN              |
| ---------------------------------------- | ---------------- | ----------------- | ---------------- | ----------------- |
| 1                                        | 9 juillet 2018   | 978-4-04-072779-0 | 17 juin 2022     | 978-2-38275-301-9 |
| Liste des chapitres : Chapitres 1 à 13   |                  |                   |                  |                   |
| 2                                        | 8 février 2019   | 978-4-04-073095-0 | 17 juin 2022     | 978-2-38275-302-6 |
| Liste des chapitres : Chapitres 14 à 23  |                  |                   |                  |                   |
| 3                                        | 9 juillet 2019   | 978-4-04-073260-2 | 23 décembre 2022 | 978-2-38275-303-3 |
| Liste des chapitres : Chapitres 24 à 33  |                  |                   |                  |                   |
| 4                                        | 7 février 2020   | 978-4-04-073499-6 | 23 décembre 2022 | 978-2-38275-304-0 |
| Liste des chapitres : Chapitres 34 à 42  |                  |                   |                  |                   |
| 5                                        | 9 juillet 2020   | 978-4-04-073712-6 | 24 mars 2023     | 978-2-38275-305-7 |
| Liste des chapitres : Chapitres 43 à 51  |                  |                   |                  |                   |
| 6                                        | 9 mars 2021      | 978-4-04-074013-3 | 24 mars 2023     | 978-2-38275-306-4 |
| Liste des chapitres : Chapitres 52 à 61  |                  |                   |                  |                   |
| 7                                        | 6 août 2021      | 978-4-04-074205-2 | 14 décembre 2023 | 978-2-38503-094-0 |
| Liste des chapitres : Chapitres 62 à 69  |                  |                   |                  |                   |
| 8                                        | 9 mars 2022      | 978-4-04-074458-2 | 14 décembre 2023 | 978-2-38503-095-7 |
| Liste des chapitres : Chapitres 70 à 77  |                  |                   |                  |                   |
| 9                                        | 9 septembre 2022 | 978-4-04-074675-3 | 14 juin 2024     | 978-2-38503-096-4 |
| Liste des chapitres : Chapitres 78 à 85  |                  |                   |                  |                   |
| 10                                       | 9 mars 2023      | 978-4-04-074907-5 | 27 juin 2025     | 978-2-38503-097-1 |
| Liste des chapitres : Chapitres 86 à 93  |                  |                   |                  |                   |
| 11                                       | 8 décembre 2023  | 978-4-04-075236-5 | ―                |                   |
| Liste des chapitres : Chapitres 94 à 100 |                  |                   |                  |                   |
| 12                                       | 9 juillet 2024   | 978-4-04-075514-4 | ―                |                   |
| 13                                       | 7 mars 2025      | 978-4-04-075831-2 | ―                |                   |

## Anime
Le 3 février 2020, une adaptation en une série télévisée animée du manga a été annoncée par Kadokawa. La série est animée par le studio ENGI et réalisée par Kazuya Miura, avec Takashi Aoshima en tant que scénariste, Manabu Kurihara s'occupant du design des personnages et Satoshi Igarashi composant la musique de la série. La série est diffusée entre le 10 juillet et le 25 septembre 2020 sur AT-X, Tokyo MX, BSS, BS11, ABC, TV Aichi. Elle est composée de douze épisodes.
Wakanim et Crunchyroll diffusent en simulcast la série dans les pays francophones,. Depuis le 15 août 2022, Crunchyroll, propose également une version française de l'animé, celle-ci est dirigée par Stéphane Marais, par des dialogues adaptés de Léo Xicluna et Louise Sart.
Naomi Ōzora (ja) et Kano (en) interprètent l'opening de la série intitulé Nadamesukashi Negotiation (なだめスかし Negotiation, Negotiation by Comforting), tandis que YuNi interprète son  ending intitulé Kokoro Knock (ココロノック, Heart Knock).
Le 25 septembre 2020, la production d'une seconde saison est annoncée après la diffusion du dernier épisode de la première saison. Intitulée Uzaki-chan Wants to Hang Out! ω, elle est diffusée entre le 1er octobre et le 24 décembre 2022,.
La chanson de l'opening de la deuxième saison, intitulée Ichigo Ichie Celebration (いちごいちえCelebration, Once-in-a-Lifetime Celebration) est interprété par Naomi Ōzora (ja) et Kano (en), l'ending intitulée Happy Life (はっぴーらいふ, Happī Raifu) est quant à lui interprété par MKLNtic,.

### Liste des épisodes

#### Uzaki-chan Wants to Play!
| No                        | Titre français                                             | Titre japonais               | Titre japonais                     | Date de 1re diffusion |
| No                        | Titre français                                             | Kanji                        | Rōmaji                             | Date de 1re diffusion |
| ------------------------- | ---------------------------------------------------------- | ---------------------------- | ---------------------------------- | --------------------- |
| 1                         | Uzaki veut s'amuser !                                      | 宇崎ちゃんは遊びたい！       | Uzaki-chan wa asobitai!            | 10 juillet 2020       |
| [Chapitres 1-2-3]         |                                                            |                              |                                    |                       |
| 2                         | Le patron veut épier les autres !                          | マスターは垣間見たい！       | Masutā wa kaimamitai!              | 17 juillet 2020       |
| [Chapitres 3-4-5-6]       |                                                            |                              |                                    |                       |
| 3                         | La famille Asai veut surveiller leur relation !            | 亜細親子は見守りたい！       | Asai oyako wa mimamoritai!         | 24 juillet 2020       |
| [Chapitres 7-8-9-10]      |                                                            |                              |                                    |                       |
| 4                         | Je veux m'amuser avec toi pendant les vacances !           | 連休は一緒に遊びたい！       | Renkyū wa issho ni asobitai!       | 31 juillet 2020       |
| [Chapitres 11-12-13]      |                                                            |                              |                                    |                       |
| 5                         | Je veux aider mon ami !                                    | 親友におせっかいしたい！     | Shin'yū ni osekkai shitai!         | 7 août 2020           |
| [Chapitres 15-16-17]      |                                                            |                              |                                    |                       |
| 6                         | L'été ! La plage !                                         | 夏だ！海だ！きもだめしたい！ | Natsuda! Umida! Ki mo dame shitai! | 14 août 2020          |
| [Chapitres 18-19-20-13.9] |                                                            |                              |                                    |                       |
| 7                         | Je veux aller boire un coup et m'amuser avec des chats !   | 猫カフェと居酒屋で遊びたい！ | Neko kafe to izakaya de asobitai!  | 21 août 2020          |
| [Chapitres 21-22-23.5]    |                                                            |                              |                                    |                       |
| 8                         | Je veux aller admirer les feux d'artifice en tête-à-tête ! | 二人で花火を見上げたい！     | Futari de hanabi o miagetai!       | 28 août 2020          |
| [Chapitres 23-35]         |                                                            |                              |                                    |                       |
| 9                         | Uzaki Tsuki veut faire battre son cœur ?                   | 宇崎月はときめきたい？       | Uzaki tsuki wa tokimekitai?        | 4 septembre 2020      |
| [Chapitres 24-25-26]      |                                                            |                              |                                    |                       |
| 10                        | Je veux m'amuser à Tottori !                               | 鳥取で遊びたい!              | Tottori de asobitai!               | 11 septembre 2020     |
| [Filler]                  |                                                            |                              |                                    |                       |
| 11                        | Sakurai veut aussi s'amuser ?                              | 桜井も遊びたい?              | Sakurai mo asobitai?               | 18 septembre 2020     |
| [Chapitres 27-29-31-32]   |                                                            |                              |                                    |                       |
| 12                        | Uzaki veut s'amuser encore plus !                          | 宇崎ちゃんはもっと遊びたい！ | Uzaki-chan wa motto asobitai!      | 25 septembre 2020     |
| [Chapitres 30-33-34]      |                                                            |                              |                                    |                       |

#### Uzaki-chan Wants to Hang Out! ω
| No | Titre français                                  | Titre japonais                   | Titre japonais                       | Date de 1re diffusion |
| No | Titre français                                  | Kanji                            | Rōmaji                               | Date de 1re diffusion |
| -- | ----------------------------------------------- | -------------------------------- | ------------------------------------ | --------------------- |
| 1  | Uzaki veut encore et toujours s’amuser !        | 宇崎ちゃんはやっぱり遊びたい！   | Uzaki-chan wa yappari asobitai!      | 1er octobre 2022      |
| 2  | Après l’amusement, je veux faire des nouilles ! | 遊んだあとはうどんを打ちたい！   | Asonda ato wa udon o uchitai!        | 8 octobre 2022        |
| 3  | Uzaki veut aller au festival scolaire !         | 宇崎ちゃんは学祭に行きたい？     | Uzaki-chan wa gakusai ni ikitai?     | 15 octobre 2022       |
| 4  | Uzaki veut prendre le dessus !                  | 宇崎ちゃんはマウントとりたい！   | Uzaki-chan wa Maunto Toritai!        | 22 octobre 2022       |
| 5  | La famille Uzaki veut se rassembler !           | 宇崎一家は勢揃いしたい！         | Uzaki Ikka wa Seizoroi Shitai!       | 29 octobre 2022       |
| 6  | Uzaki veut fêter l’anniversaire !               | 宇崎ちゃんはお祝いしたい！       | Uzaki-chan wa Oiwai Shitai!          | 5 novembre 2022       |
| 7  | Uzaki veut une déclaration d’amour !            | 宇崎ちゃんは告白させたい！       | Uzaki-chan wa Kokuhaku sa Setai!     | 12 novembre 2022      |
| 8  | Yanagi et Kiri veulent aussi s’amuser !         | 柳と桐も楽しみたい！             | Yanagi to Kiri mo Tanoshi Mitai!     | 19 novembre 2022      |
| 9  | Fujio veut l’attention de sa famille !          | 宇崎藤生は家族サービスしたい！   | Uzaki Fujio wa Kazoku Sābisu Shitai! | 26 novembre 2022      |
| 10 | Un peu d’émoi avant Noël !                      | クリスマス前はドキドキさせたい！ | Kurisumasu Mae wa Dokidoki sa Setai! | 3 décembre 2022       |
| 11 | On veut passer aux choses sérieuses !           | なんだかそろそろちゃんとしたい！ | Nandaka Sorosoro Chanto Shitai!      | 10 décembre 2022      |
| 12 | On veut aussi s’amuser pour Noël !              | クリスマスイブも遊びたい！       | Kurisumasuibu mo Asobitai!           | 17 décembre 2022      |
| 13 | Je veux aussi m’amuser avec toi l’an prochain ! | 来年も一緒に遊びたい！           | Rainen mo Issho ni Asobitai!         | 24 décembre 2022      |

### Manga

#### Edition japonaise
1. 1 2  (ja) « 宇崎ちゃんは遊びたい！1 », sur Kadokawa Shoten (consulté le 29 avril 2022).
2. 1 2  (ja) « 宇崎ちゃんは遊びたい！2 », sur Kadokawa Shoten (consulté le 29 avril 2022).
3. 1 2  (ja) « 宇崎ちゃんは遊びたい！3 », sur Kadokawa Shoten (consulté le 29 avril 2022).
4. 1 2  (ja) « 宇崎ちゃんは遊びたい！4 », sur Kadokawa Shoten (consulté le 29 avril 2022).
5. 1 2  (ja) « 宇崎ちゃんは遊びたい！5 », sur Kadokawa Shoten (consulté le 29 avril 2022).
6. 1 2  (ja) « 宇崎ちゃんは遊びたい！6 », sur Kadokawa Shoten (consulté le 29 avril 2022).
7. 1 2  (ja) « 宇崎ちゃんは遊びたい！7 », sur Kadokawa Shoten (consulté le 29 avril 2022).
8. 1 2  (ja) « 宇崎ちゃんは遊びたい！8 », sur Kadokawa Shoten (consulté le 29 avril 2022).
9. 1 2  (ja) « 宇崎ちゃんは遊びたい！9 », sur Kadokawa Shoten (consulté le 5 novembre 2022).
10. 1 2  (ja) « 宇崎ちゃんは遊びたい！10 », sur Kadokawa Shoten (consulté le 28 mars 2023).
11. 1 2  (ja) « 宇崎ちゃんは遊びたい！11 », sur Kadokawa Shoten (consulté le 23 octobre 2023).
12. 1 2  (ja) « 宇崎ちゃんは遊びたい！12 », sur Kadokawa Shoten (consulté le 19 mai 2024).
13. 1 2  (ja) « 宇崎ちゃんは遊びたい！13 », sur Kadokawa Shoten (consulté le 17 mars 2025).

#### Edition française
1. 1 2  « Uzaki-chan Wants to Hang Out! - Tome 1 », sur Meian (consulté le 18 octobre 2022).
2. 1 2  « Uzaki-chan Wants to Hang Out! - Tome 2 », sur Meian (consulté le 18 octobre 2022).
3. 1 2  « Uzaki-chan Wants to Hang Out! - Tome 3 », sur Meian (consulté le 18 octobre 2022).
4. 1 2  « Uzaki-chan Wants to Hang Out! - Tome 4 », sur Meian (consulté le 18 octobre 2022).
5. 1 2  « Uzaki-chan Wants to Hang Out! - Tome 5 », sur Meian (consulté le 18 octobre 2022).
6. 1 2  « Uzaki-chan Wants to Hang Out! - Tome 6 », sur Meian (consulté le 18 octobre 2022).
7. 1 2  « Uzaki-chan Wants to Hang Out! - Tome 7 », sur Meian (consulté le 28 novembre 2023).
8. 1 2  « Uzaki-chan Wants to Hang Out! - Tome 8 », sur Meian (consulté le 28 novembre 2023).
9. 1 2  « Uzaki-chan Wants to Hang Out! - Tome 9 », sur Meian (consulté le 19 mai 2024).
10. 1 2  « Uzaki-chan Wants to Hang Out! - Tome 10 », sur Meian (consulté le 19 juin 2025).